# Charles Cheruiyot (Leichtathlet, 1964)
Charles Cheruiyot (* 2. Dezember 1964) ist ein ehemaliger kenianischer Langstreckenläufer.
Über 5000 m erreichte er bei den Leichtathletik-Weltmeisterschaften 1983 das Halbfinale und wurde Sechster bei den Olympischen Spielen 1984 in Los Angeles. 1988 schied er bei den Olympischen Spielen in Seoul im Halbfinale aus, und 1989 gewann er Silber bei der Universiade.
Sein Zwillingsbruder Kipkoech Cheruiyot war als Mittelstreckenläufer erfolgreich.

## Persönliche Bestzeiten
- 3000 m: 7:42,35 min, 3. Juli 1989, Stockholm
- 5000 m: 13:18,41 min, 11. August 1984, Los Angeles
- 10.000 m: 28:24,23 min, 23. Mai 1992, Maia